# Župnija Velike Lašče
Župnija Velike Lašče je rimskokatoliška teritorialna župnija dekanije Ribnica nadškofije Ljubljana.

### Farne spominske plošče
V župniji so postavljene Farne spominske plošče, na katerih so imena vaščanov iz okoliških vasi, ki so padli nasilne smrti na protikomunistični strani v letih 1942-1945. Skupno je na ploščah 216 imen.